# Баму (національний парк)
Національний парк Баму (перс. پارک ملی بمو) — один з національних парків Ірану в остані Фарс. Цей парк, що отримав свою назву від гори Баму, знаходиться на півночі міста Шираза. Парк знаходиться під охороною держави з 1975 року. Площа парку становить 48 тисяч гектарів.

## Історія
Державний контроль у майбутньому національному парку Баму введений в 1962 році з забороною на полювання в цьому районі. Ця територія включала площа в 100000 га. В 1967 році з створенням Організації контролю над полюванням і рибальством цей район перетворився в охоронювану природну територію, а потім в парк дикої природи Баму і в підсумку, в 1975 році, коли була створена Організація охорони навколишнього середовища, цей район, площа якого становила 48678 га, став називатися Національним парком Баму.

## Екосистема і ландшафт
З точки зору кількості тварин та різноманіття дикої живності, національний парк Баму займає третє місце по важливості, поступаючись національним паркам Голестан і Уруміє. Наявність багатьох видів ссавців і птахів, прекрасні природні види і пам'ятки історії, існуючі в національному парку, вважаються важливими туристичними пам'ятками.
У природному місцеперебування Баму, крім леопардів, живуть такі ссавці, як газелі, барани, козли і козороги, а також такі птахи як беркут. Серед інших тварин, які живуть у цьому регіоні, можна відзначити гієн, очеретяних котів, лісових кішок, будинкових сичів і пугачів. У 2012—2013 році в парку налічувалося шість леопардів. Всього національний парк налічує 112 видів тварин, 69 птахів, 21 вид ссавців, 19 видів плазунів і 3 види земноводних, а також різні види рослин.
Обриви і круті спуски, скелі й кручі, глибокі ущелини і особливі гірські види дозволяють назвати національний парк Баму також геопарком.

## Клімат
У національному парку Баму напівсухий прохолодний клімат і взимку тут випадає багато опадів. Середній рівень випадання опадів за рік в Ширазі становить 392,9 мм, а середня температура дорівнює 17,9 градусам. У регіоні переважають північно-західні та західні вітри.

## Людські поселення
На території національного парку Баму немає житлових територій, але на його околиці розташовані 30 сіл і міст, такі як, наприклад, Шираз і Зарган.
Основна економічна діяльність у цих селах пов'язана з тваринництвом і сільським господарством, зокрема вирощуванням винограду.

## Фактори, які загрожують національному парку
Серед факторів, що загрожують національному парку Баму, можна виділити: Численні гарнізони та військові центри в околицях парку, а також проекти з благоустрою, що включають залізницю Шираз-Ісфаган, трубопровідні магістралі для нафти, газового конденсату Агардалан — НПЗ Шираз, розвиток НПЗ Шираза, лінії електропередач та інше.